# Pavel Churavý
Pavel Churavý (Liberec, 22 april 1977) is een Tsjechische noordse combinatieskiër. Hij vertegenwoordigde zijn vaderland op de Olympische Winterspelen 2002 in Salt Lake City en op de Olympische Winterspelen 2006 in Turijn en op de Olympische Winterspelen 2010 in Vancouver.

## Carrière
Op de wereldkampioenschappen noordse combinatie 1999 in Ramsau eindigde Churavý als achtentwintigste op de Gundersen en als negenentwintigste op de sprint, samen met Ladislav Rygl, Milan Kučera en Petr Šmejc eindigde hij op de achtste plaats in de teamwedstrijd. De Tsjech debuteerde in februari 2000 in Chaux-Neuve in de wereldbeker, een jaar later bereikte hij in zijn geboorteplaats, Liberec, voor de eerste maal in zijn carrière de beste dertig. In Lahti nam Churavý deel aan de wereldkampioenschappen noordse combinatie 2001, op dit toernooi eindigde hij als drieëntwintigste op de Gundersen. In de teamwedstrijd bereikte hij samen met Milan Kucera, Ladislav Rygl en Vladimir Smid de zevende plaats. In december 2001 behaalde de Tsjech in Beitostølen zijn eerste toptien klassering, zeven weken later stond hij in Liberec voor het eerst in zijn carrière op het podium. Tijdens de Olympische Winterspelen van 2002 in Salt Lake City eindigde Churavý als vijftiende op de sprint en als zestiende op de Gundersen, samen met Petr Šmejc, Milan Kučera en Lukáš Heřmanský eindigde hij op de negende plaats in de teamwedstrijd. 
Op de wereldkampioenschappen noordse combinatie 2003 in Val di Fiemme eindigde de Tsjech als veertiende op de sprint en als vierendertigste op de Gundersen, in de teamwedstrijd bereikte hij samen met Ladislav Rygl, Zdenek Maka en Patric Chlum de tiende plaats. In Oberstdorf nam Churavý deel aan de wereldkampioenschappen noordse combinatie 2005, op dit toernooi eindigde hij als zestiende op de Gundersen en als vijfendertigste op de sprint. Samen met Tomáš Slavík, Aleš Vodseďálek en Ladislav Rygl eindigde hij als achtste in de teamwedstrijd. Tijdens de Olympische Winterspelen van 2006 in Turijn eindigde de Tsjech als eenentwintigste op de Gundersen en als eenendertigste op de sprint, in de teamwedstrijd bereikte hij samen met Aleš Vodseďálek, Tomáš Slavík en Ladislav Rygl de achtste plaats. 
Op de wereldkampioenschappen noordse combinatie 2007 in Sapporo eindigde Churavý als drieëntwintigste op de Gundersen en als negenentwintigste op de sprint, samen met Miroslav Dvořák, Tomáš Slavík en Martin Skopek eindigde hij op de zevende plaats in de teamwedstrijd. In zijn geboorteplaats, Liberec, nam de Tsjech deel aan de wereldkampioenschappen noordse combinatie 2009. Op dit toernooi eindigde hij als achtste op de grote schans, als twaalfde op de massastart en als eenendertigste op de kleine schans. In de teamwedstrijd bereikte hij samen met Tomáš Slavík, Miroslav Dvořák en Aleš Vodseďálek de zesde plaats. Aan het eind van het seizoen 2008/2009 eindigde hij voor de eerste maal in zijn carrière in de top tien van het wereldbekerklassement. Tijdens de Olympische Winterspelen van 2010 in Vancouver eindigde Churavý als vijfde op de grote schans en als twaalfde op de normale schans. Samen met Aleš Vodseďálek, Miroslav Dvořák en Tomáš Slavík eindigde hij als achtste in de landenwedstrijd.
Op de wereldkampioenschappen noordse combinatie 2011 in Oslo eindigde de Tsjech als zevenendertigste op de grote schans, in de landenwedstrijd op de grote schans eindigde hij samen met Miroslav Dvořák, Tomáš Slavík en Aleš Vodseďálek op de negende plaats. In Val di Fiemme nam Churavý deel aan de wereldkampioenschappen noordse combinatie 2013. Op dit toernooi eindigde hij als twaalfde op de normale schans en als 32e op de grote schans. Samen met Miroslav Dvořák, Tomáš Slavík en Tomáš Portýk eindigde hij als tiende in de landenwedstrijd, op het onderdeel eindigde hij samen met Miroslav Dvořák op de achtste plaats.

## Resultaten

### Olympische Spelen
| Jaar | Plaats         | Resultaten                                    |
| ---- | -------------- | --------------------------------------------- |
| 2002 | Salt Lake City | 15e 7,5 km Sprint 16e 15 km Gundersen 9e Team |
| 2006 | Turijn         | 21e 15 km Gundersen 31e 7,5 km Sprint 8e Team |
| 2010 | Vancouver      | 5e Gundersen LH 12e Gundersen NH 8e Team      |

### Wereldkampioenschappen
| Jaar | Plaats        | Resultaten                                               |
| ---- | ------------- | -------------------------------------------------------- |
| 1999 | Ramsau        | 28e 15 km Gundersen 29e 7,5 km Sprint 8e Team            |
| 2001 | Lahti         | 23e 15 km Gundersen 7e Team                              |
| 2003 | Val di Fiemme | 14e 7,5 km Sprint 34e 15 km Gundersen 10e Team           |
| 2005 | Oberstdorf    | 16e 15 km Gundersen 35e 7,5 km Sprint 8e Team            |
| 2007 | Sapporo       | 23e 15 km Gundersen 29e 7,5 km Sprint 7e Team            |
| 2009 | Liberec       | 8e Gundersen LH 12e Massastart 31e Gundersen NH 6e Team  |
| 2011 | Oslo          | 37e Gundersen LH 9e Team LH                              |
| 2013 | Val di Fiemme | 12e Gundersen NH 32e Gundersen LH 10e Team 8e Teamsprint |

### Wereldbeker

#### Eindklasseringen
| Seizoen   | Plaats |
| --------- | ------ |
| 1999/2000 | 44e    |
| 2000/2001 | 34e    |
| 2001/2002 | 20e    |
| 2003/2004 | 20e    |
| 2005/2006 | 25e    |
| 2006/2007 | 57e    |
| 2007/2008 | 51e    |
| 2008/2009 | 10e    |
| 2009/2010 | 7e     |
| 2010/2011 | 47e    |
| 2011/2012 | 40e    |
| 2012/2013 | 35e    |